# Hindelanger Klettersteig

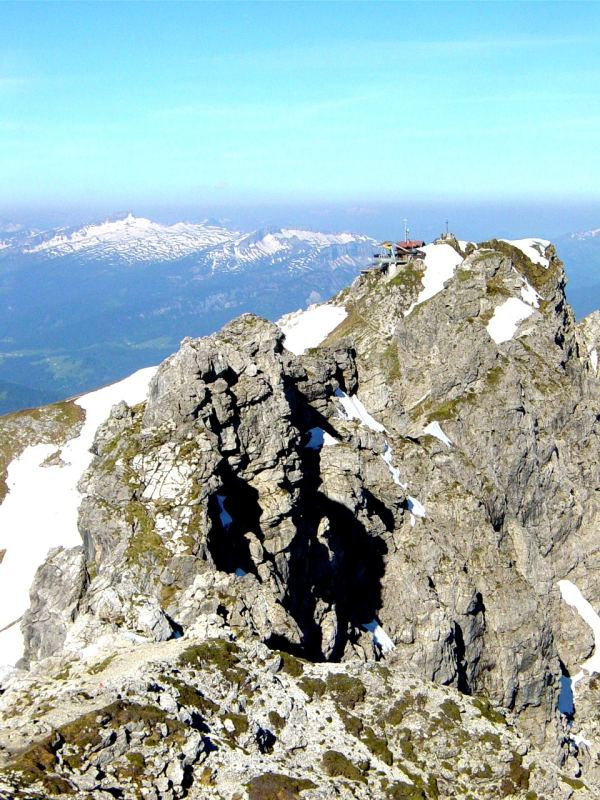
Blik op het begin van de Hindelanger Klettersteig op de top van de Nebelhorn

De Hindelanger Klettersteig is een klettersteig, die bij het bergstation van de Nebelhornbahn in Oberstdorf begint en die bij de Großer Daumen (2280 meter) eindigt. De Klettersteig werd tussen 1973 en 1978 door de sectie Allgäu-Immenstadt van de Deutsche Alpenverein uitgezet. 

## De route
De route begint bij het dalstation van de Nebelhornbahn in Oberstdorf vanwaar nog 2½ uur gelopen moet worden naar het Edmund-Probst-Haus. Van daaruit is het nog circa dertig minuten naar de top van de Nebelhorn (2224 meter).
De eigenlijke beklimming van de Klettersteig begint bij een tien meter hoge ladder, waarna men via de graat naar de Westlicher Wengenkopf (2235 meter) gaat. Verder gaat de tocht naar de Östlicher Wengenkopf (2206 meter). Daartussen liggen twee noodafdalingen, die zuidoostelijk van de weg in Koblat uitmonden. Verder verloopt de weg zonder gevaren.
Na het diepste punt van de graat gaat de beklimming via een steil stuk omhoog. De rest van de weg naar de Großer Daumen verloopt minder zwaar.
Naar het einde toe beklimt men nog de Kleiner Daumen (2190 meter), de Rotspitz (2033 meter) en de Breitenberg (1887 meter), waarna men naar Bad Hindelang afdaalt. Voor de totale tijd van Oberstdorf naar Bad Hindelang moet men rekenen op ongeveer negen uur.
- Beklimming van Oberstdorf naar Nebelhorn: 3 uur
- Van Nebelhorn naar Großer Daumen: 3 1/2 uur
- Terugweg over de Koblat: 2 1/2 uur

## Galerij

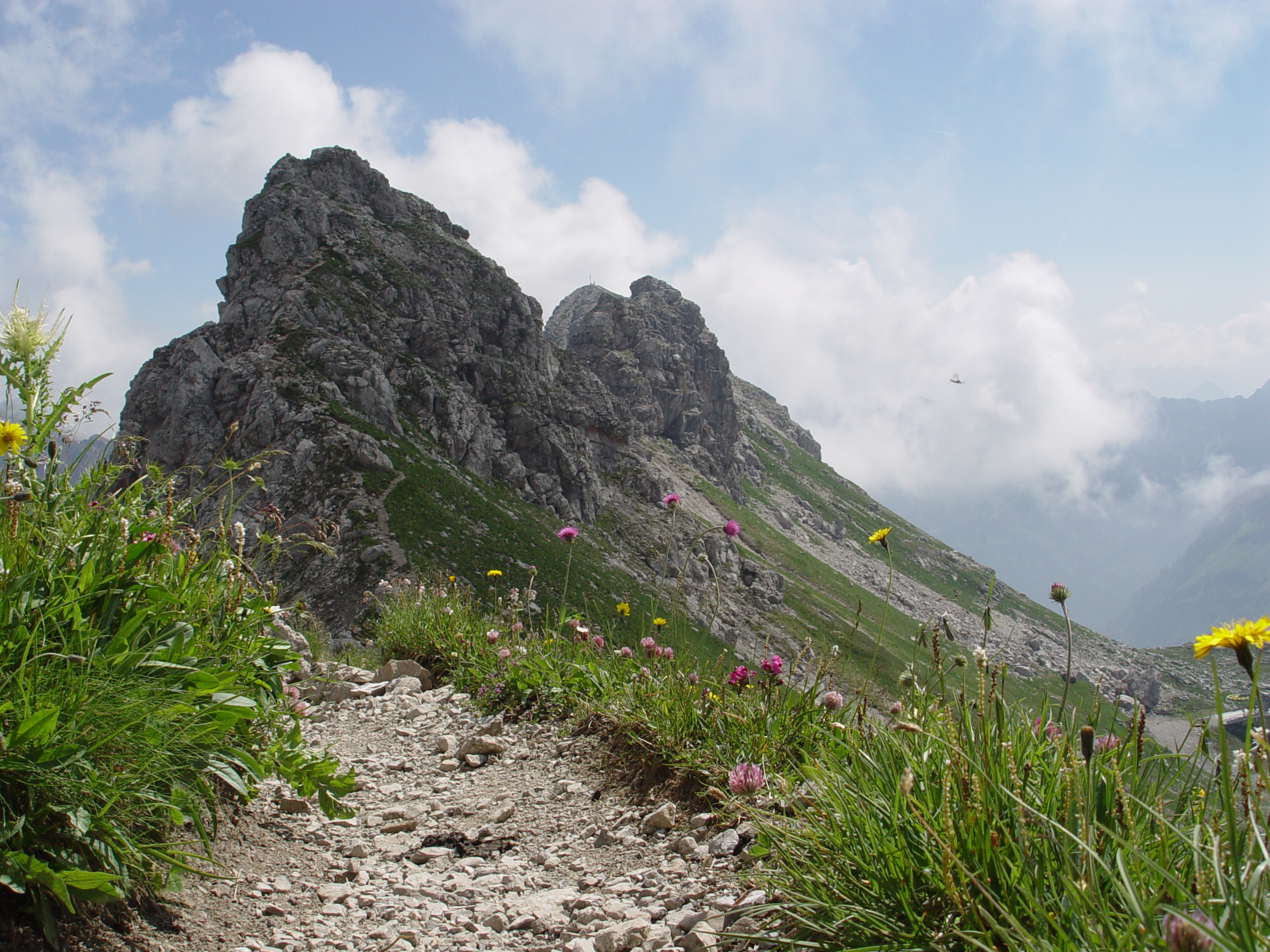
Hindelanger Klettersteig vanaf de Nebelhorn
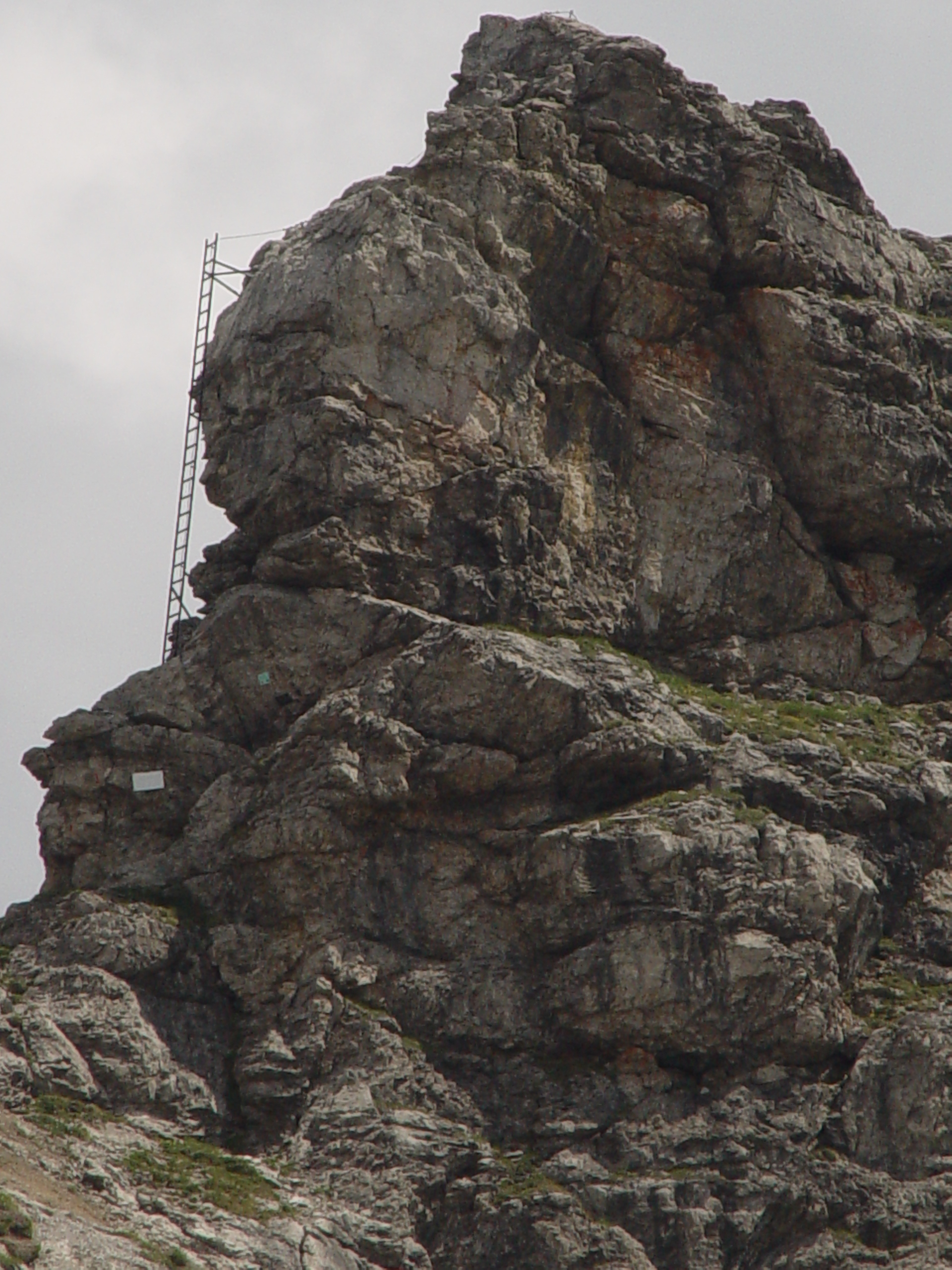
Begin van de Hindelanger Klettersteig
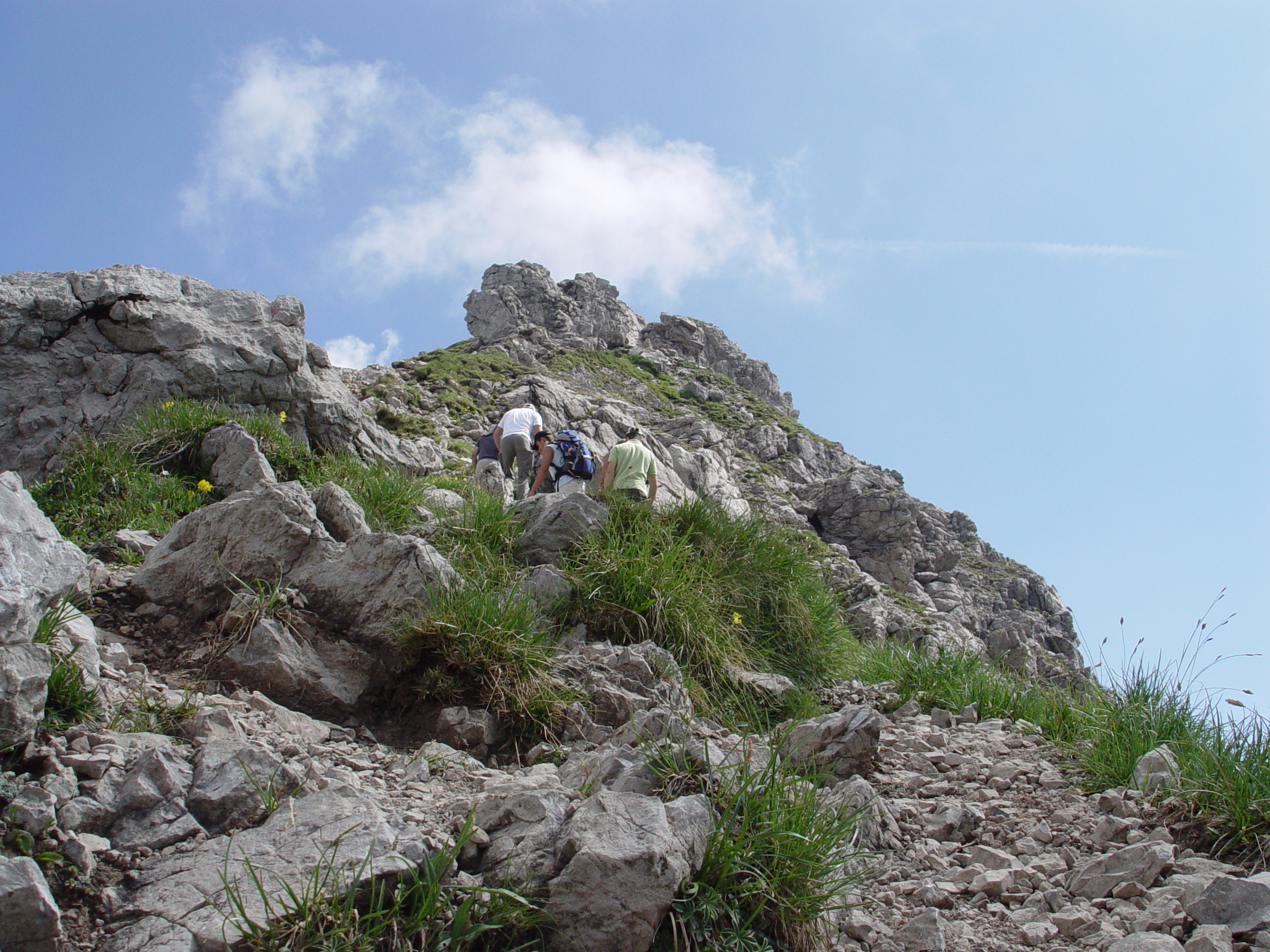
Steil stuk klim in de Hindelanger Klettersteig
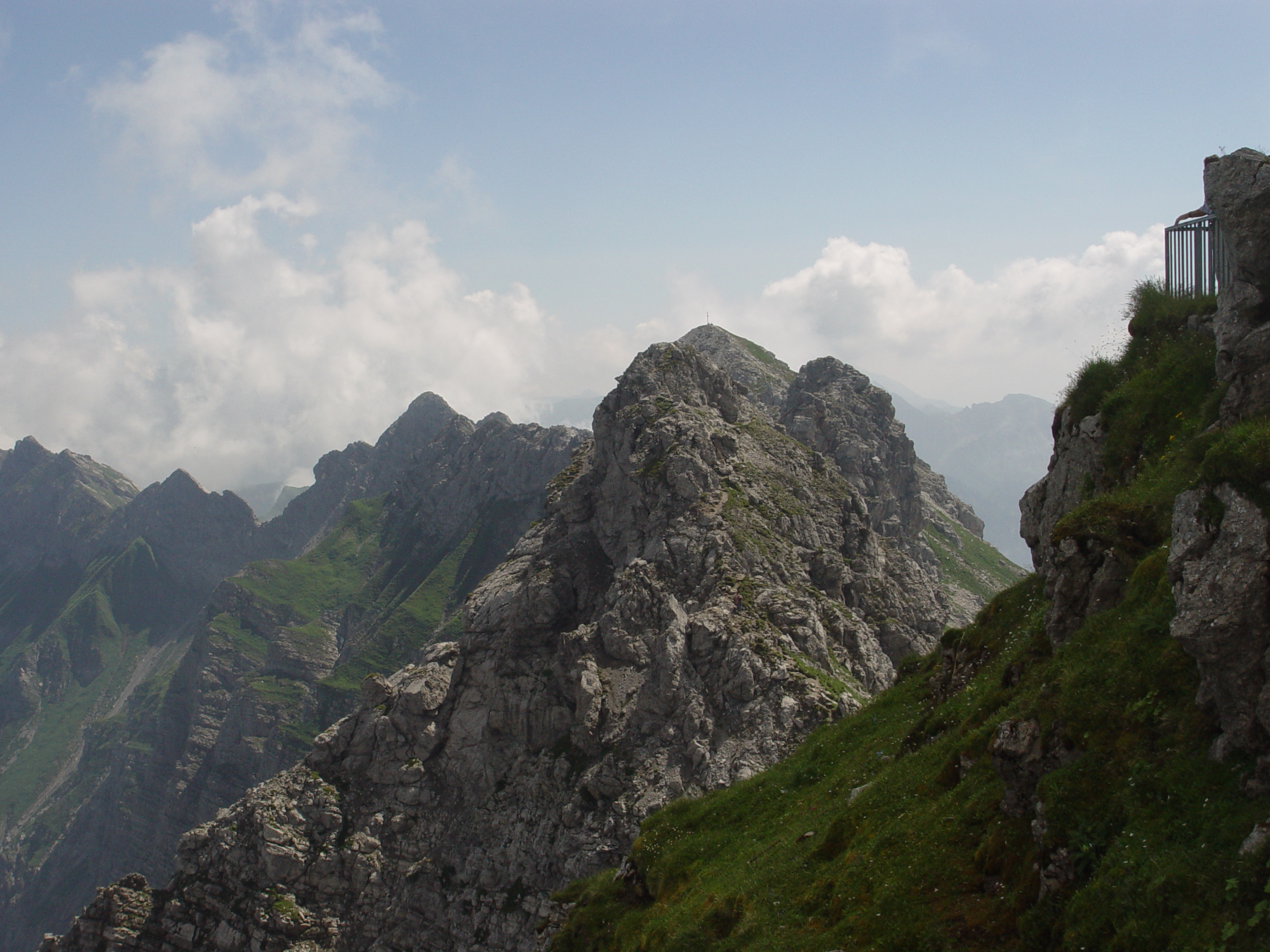
Blik vanaf de Nebelhorn op het begin van de Hindelanger Klettersteig